# Formule Grand Prix
La Formule Grand Prix (ou Formule Libre ou Formule Internationale à partir de 1938) est une catégorie de voitures de type monoplace de compétition. Le terme adopté en 1922 par l'AIACR en référence aux Grands Prix automobiles, regroupe les entreprises et les pilotes les plus talentueux de l'époque.

## Historique
En 1921, après la Première Guerre mondiale, il a été développé une réglementation (Formule) limitant un poids minimum de 800 kg et une limite maximale de cylindrée de 3 000 cm3, 1 500 cm3 pour les voiturettes. L'année suivante, la Formule a été fixée avec un poids minimum de 650 kg et la capacité réduite à 2 000 cm3.
En 1929, la CSI limite sa catégorie aux voitures monoplaces. En 1934, la limite de poids maximal est portée à 750 kg (à vide et sans roues) ouvrant la voie aux constructeurs allemandes qui, grâce à leurs avancées dans les technologies métallurgiques, construisaient des voitures plus légères pouvant accueillir des moteurs de plus grande capacité. Les Mercedes W25 puis W125 domineront avec les Auto Union Type C (moteur V16 central arrière) sans partage pendant cinq saisons, ne laissant que les places d'honneurs aux autres constructeurs. En 1938, le règlement de la Formule internationale est de nouveau modifié avec une limitation de la cylindrée portée à 4 500 cm3 sans compresseur ou 3 000 cm3 avec compresseur ; la limite maximum de poids est abandonnée.
En 1946, la FIA (ex-AIACR) prépare le règlement de la nouvelle Formule internationale. La première course a lieu le 1er septembre 1946 lors du Grand Prix de Turin. Les débuts officiels auront lieu le 7 avril 1947 au Grand Prix de Pau. À la fin de la saison 1947, la FIA annonce la création d’une seconde formule pour les voiturettes pour le 1er janvier 1948. Ces deux réglementations portent le nom de Formule A et Formule B, renommées Formule 1 et Formule 2 en 1949.

## Championnats
- De 1925 à 1930 : Championnat du monde des manufacturiers
- De 1930 à 1933 : Championnat d'Europe de la montagne
- De 1931 à 1939 : Championnat d'Europe des pilotes
- Jusqu'en 1956 : 500 miles d'Indianapolis

## Principaux constructeurs

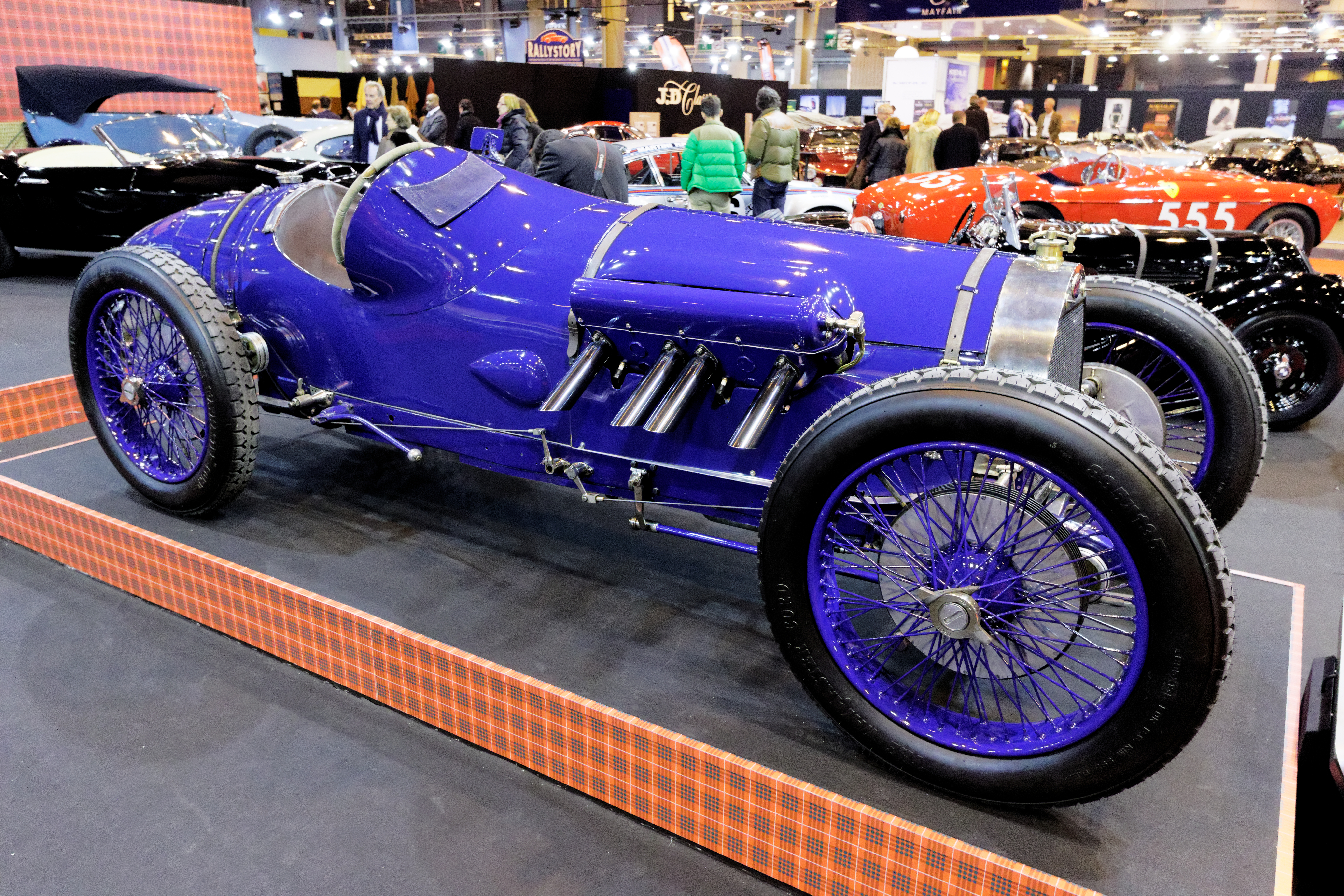
Delage (1924)
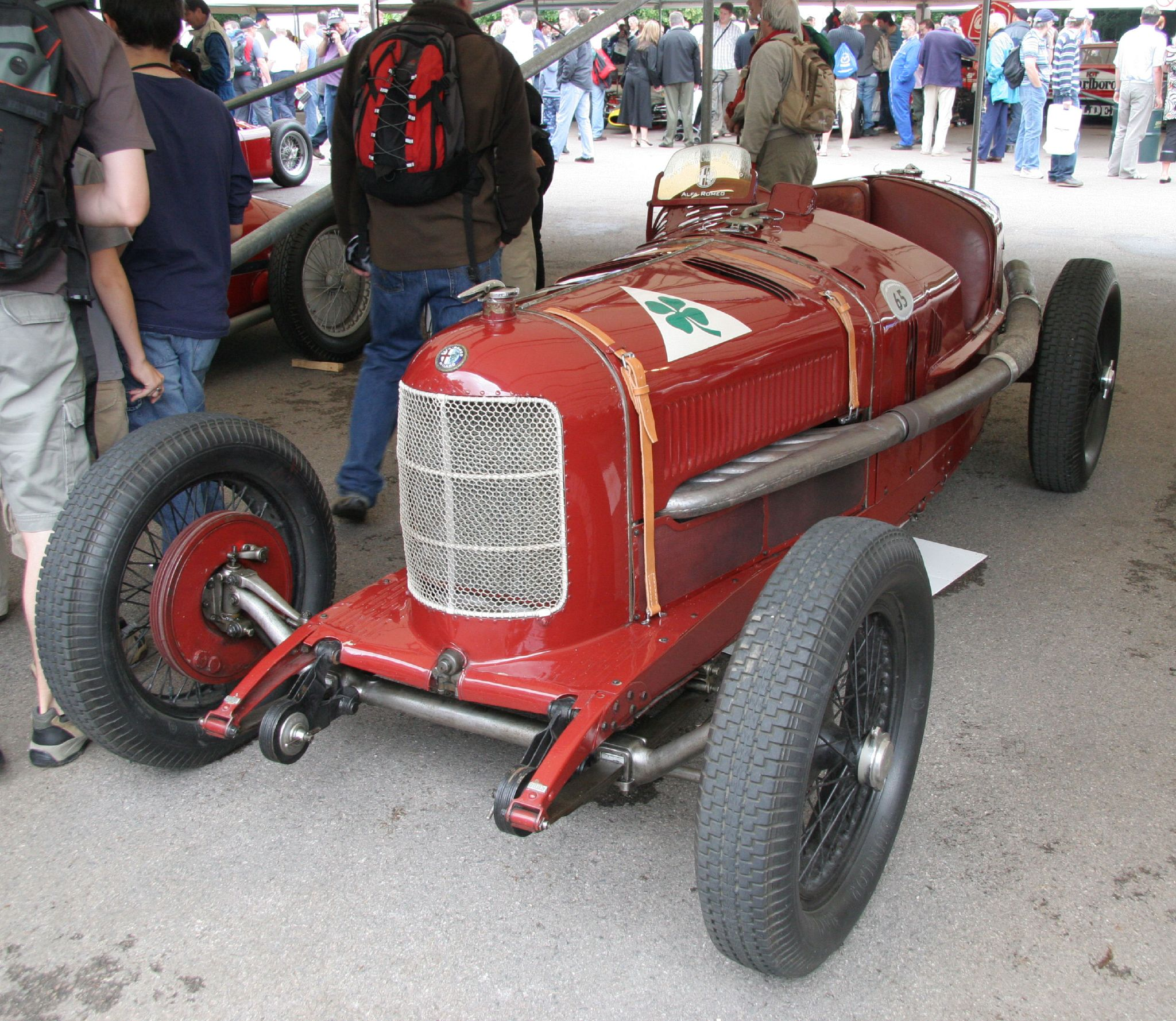
Alfa Romeo (1925)
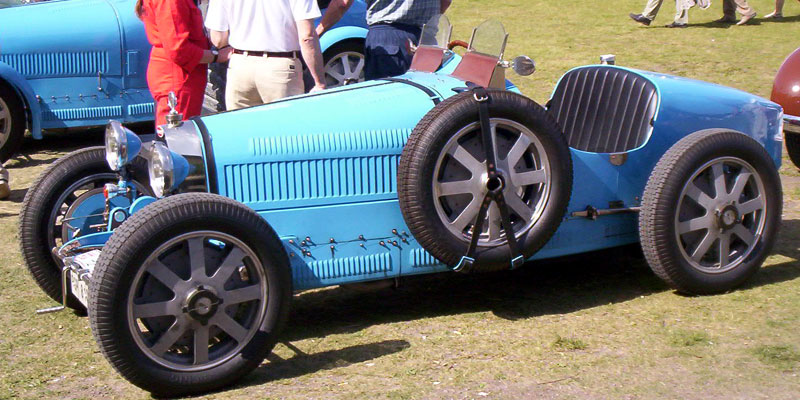
Bugatti (1925)
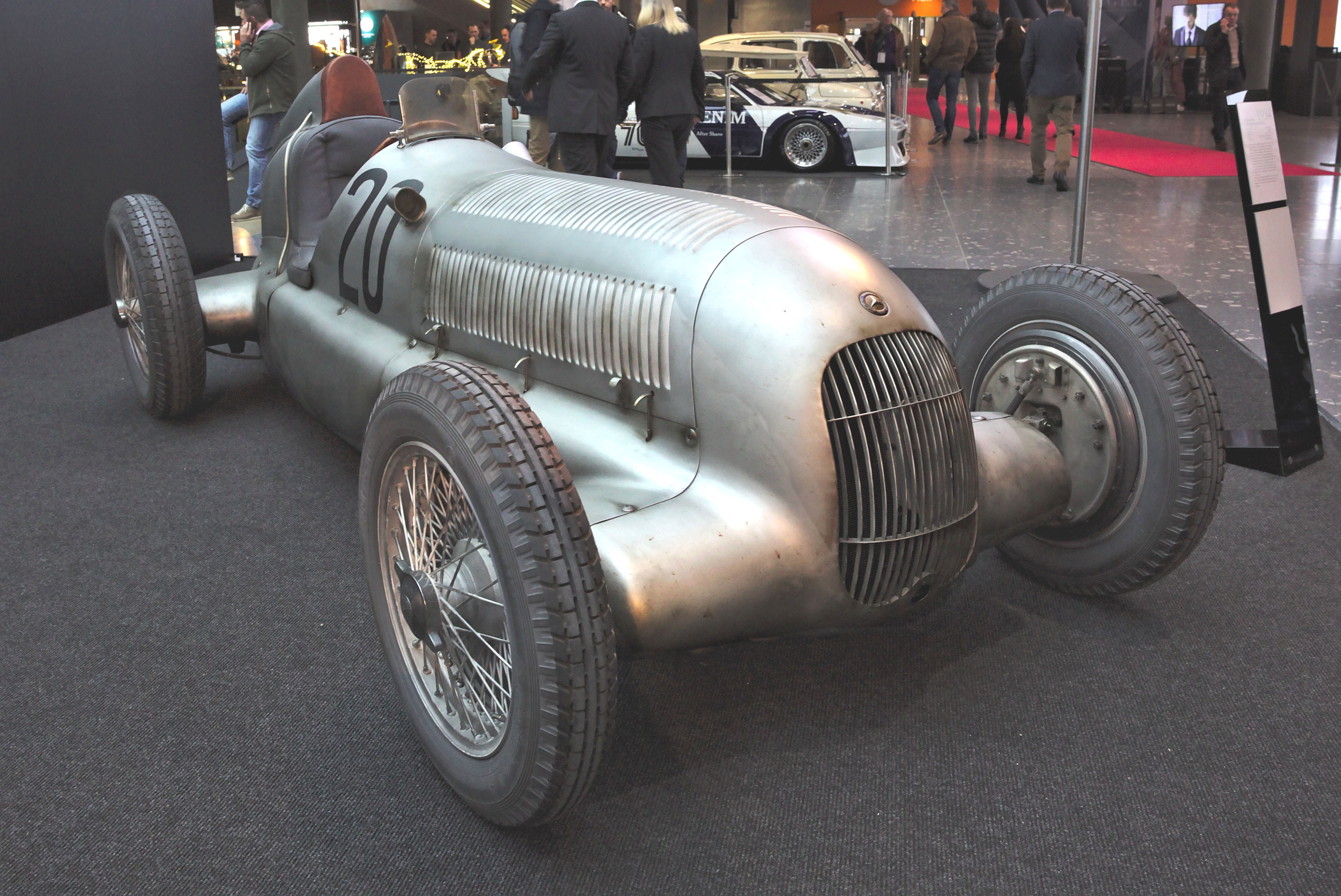
Mercedes-Benz (1934)
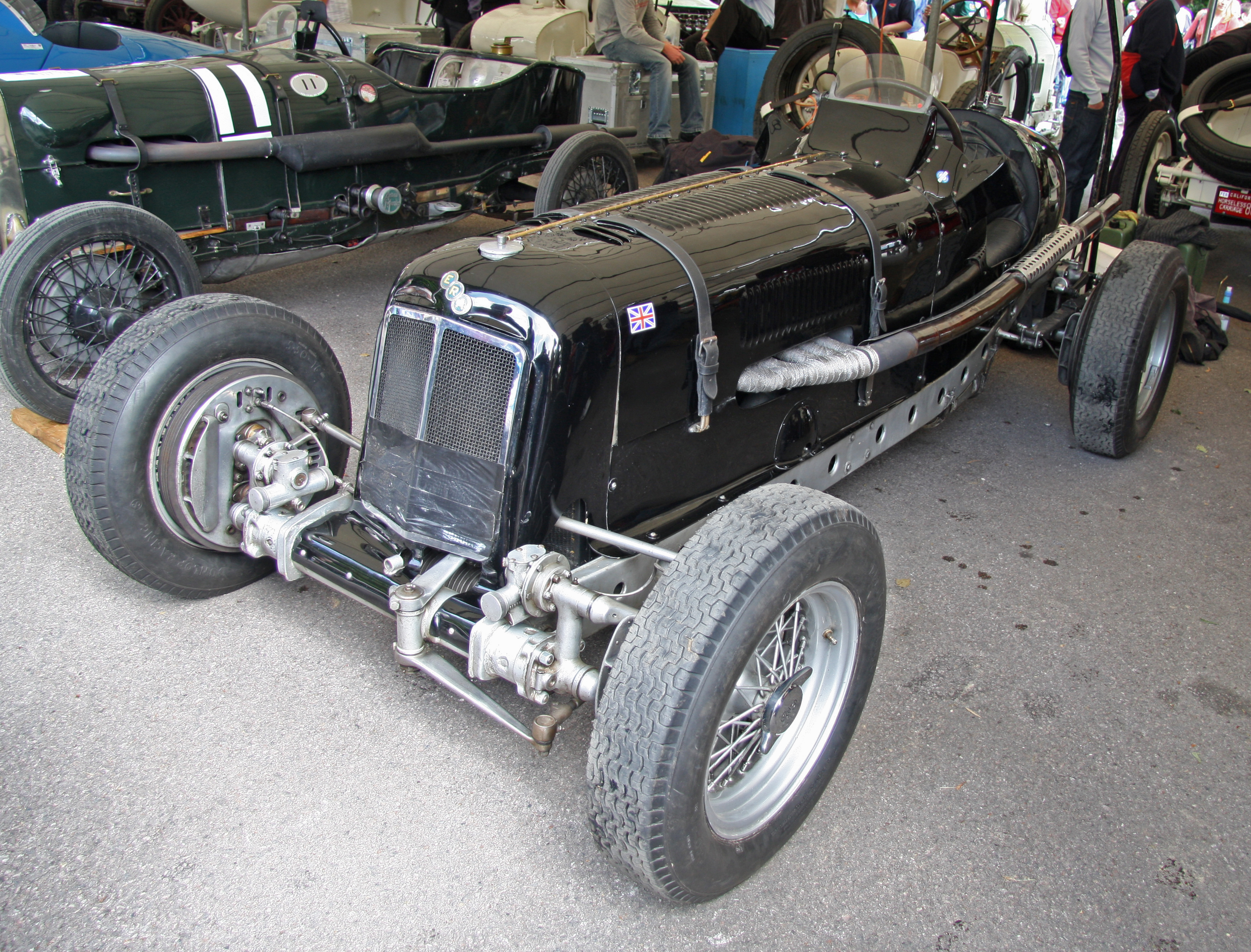
ERA (1936)
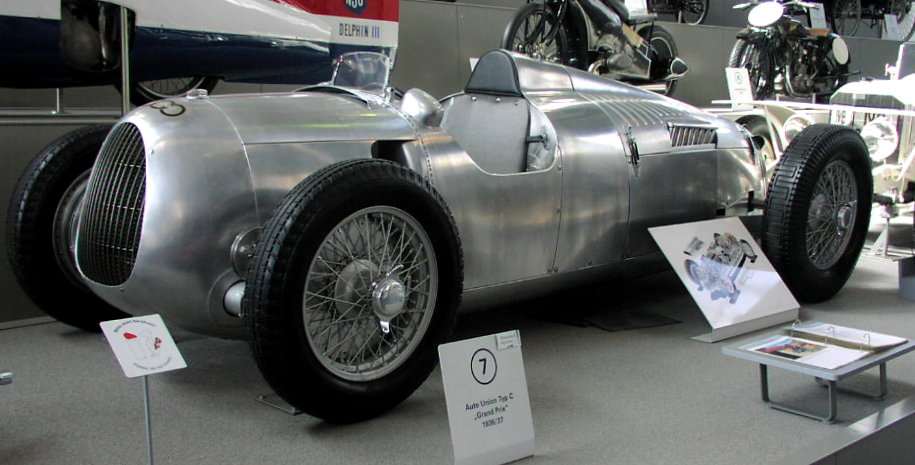
Auto Union (1936)
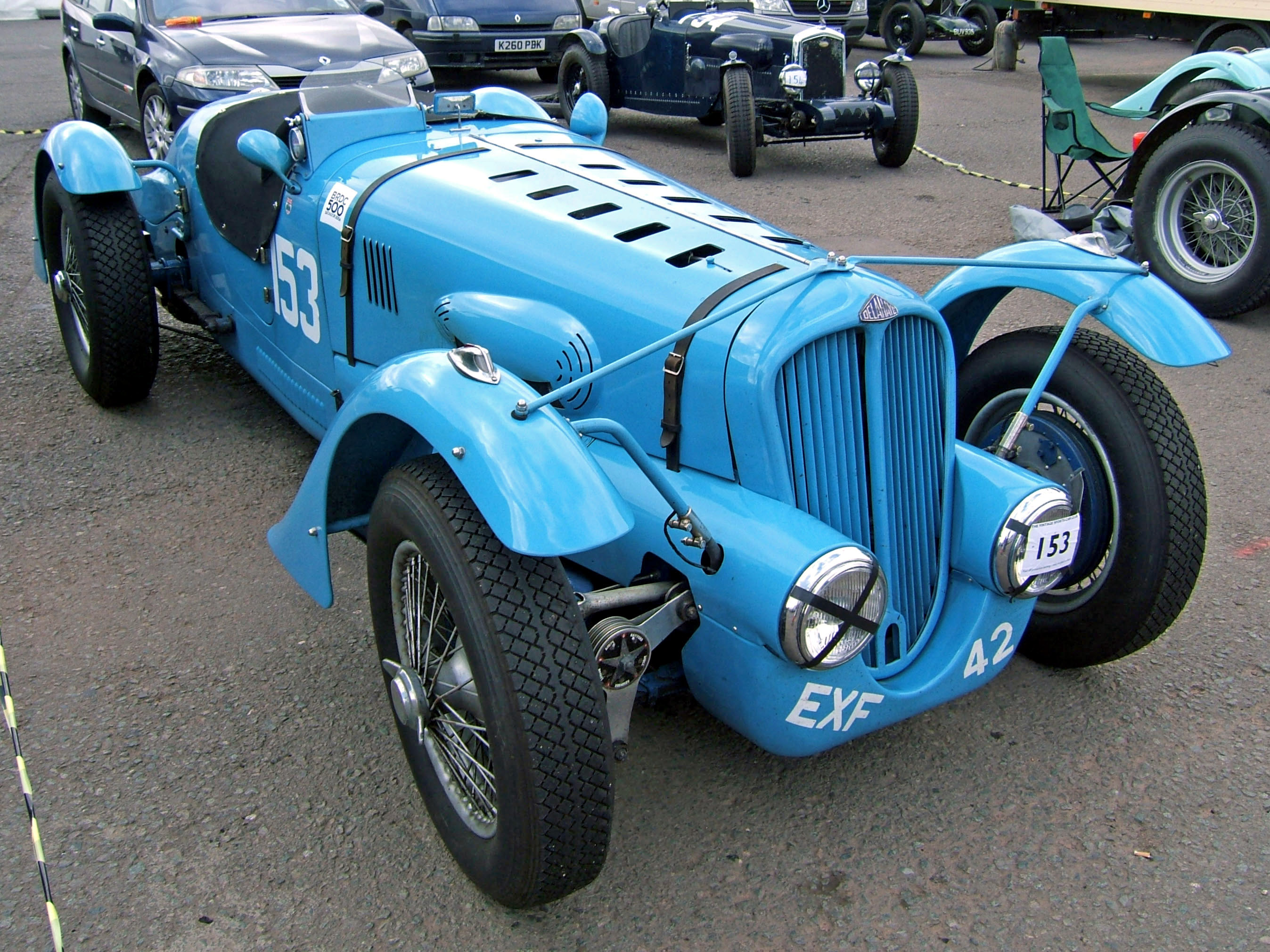
Delahaye (1936)
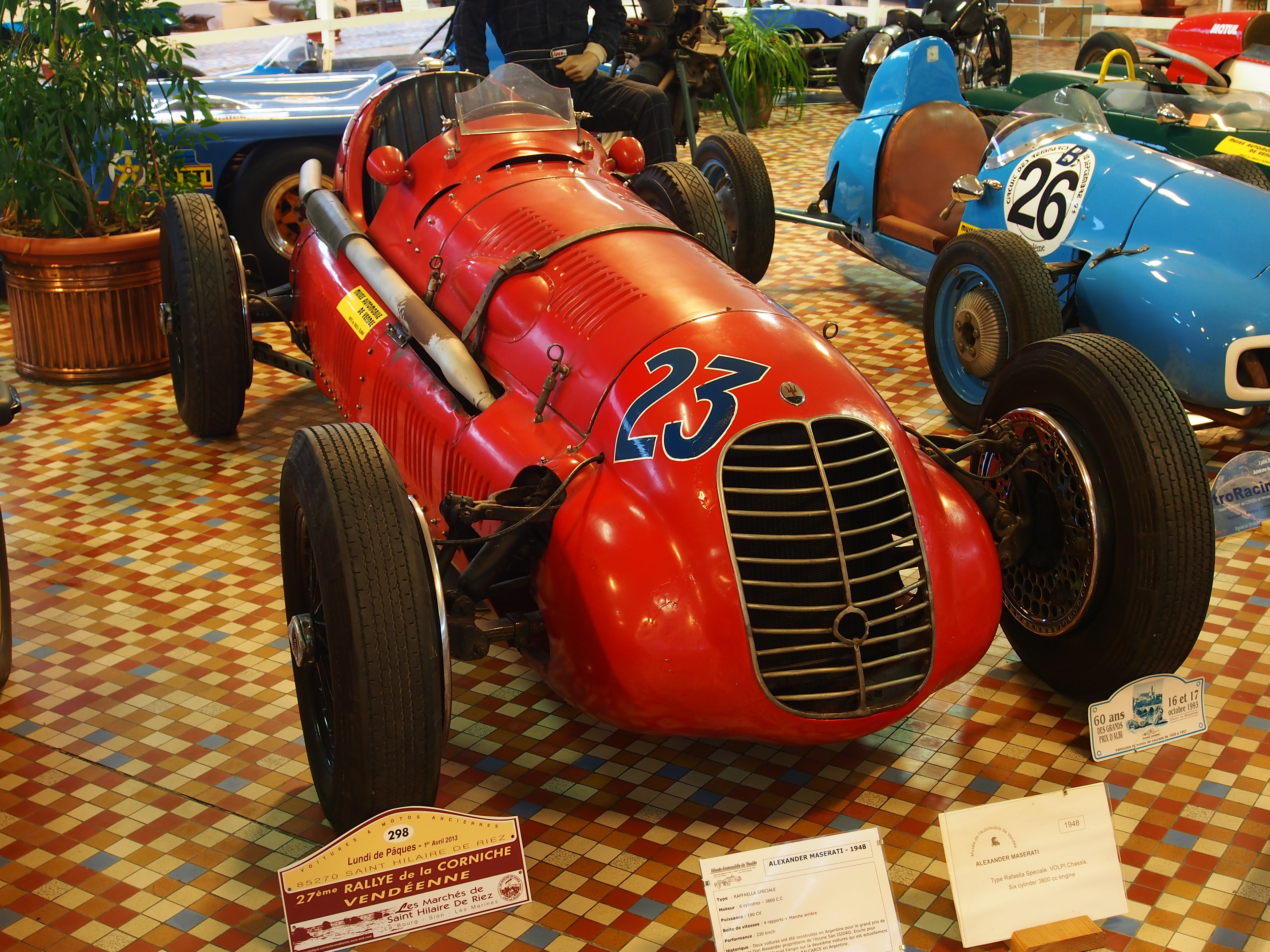
Maserati (1948)